# Янгіабадський район
Янгіабадський район (узб. Янгиобод тумани, Yangiobod tumani) — район у Джиззацькій області Узбекистану. Розташований на крайньому сході області. Утворений 15 квітня 1999 року. Центр — населений пункт Баландчакир.
| Узбекистан | Це незавершена стаття з географії Узбекистану. Ви можете допомогти проєкту, виправивши або дописавши її. |